# فرودگاه صحرایی این یاهاو
فرودگاه صحرایی این یاهاو (به انگلیسی: Ein Yahav Airfield) یک فرودگاه همگانی با کد یاتا EIY است . این فرودگاه در شهر ساپیر کشور اسرائیل قرار دارد .

## شرکت‌های هواپیمایی و مقصدهای پروازی
| شرکت‌های هواپیمایی | مقصدهای پروازی |
| ----------------- | -------------- |
| الروم ایرویز      | سد دوم         |